# Martin Dahlin
Martin Nathaniel Dahlin (ur. 16 kwietnia 1968 w Uddevalli) – szwedzki piłkarz, napastnik reprezentacji Szwecji, III miejsce na Mistrzostwach Świata 1994.
Piłkarską karierę Martin Dahlin, w połowie Szwed, w połowie Wenezuelczyk, rozpoczynał w klubie Lunds BK, gdzie został dostrzeżony przez przedstawicieli czołowego klubu szwedzkiej I ligi, Malmö FF. W 1988 Dahlin zdobył z nowym zespołem mistrzostwo kraju. W 1991 przeniósł się do klubu Borussia Mönchengladbach w niemieckiej Bundeslidze. W 1993 został wybrany najlepszym piłkarzem Szwecji (plebiscyt Guldbollen – złota piłka). Był już wtedy reprezentantem Szwecji. Z drużyną narodową występował na Mistrzostwach Świata 1994, na których zdobył 4 gole: w meczach z Kamerunem, 2 z Rosją oraz w 1/8 finału z Arabią Saudyjską. Wraz z drużyną zdobył brązowy medal po wygranym 4:0 meczu o 3. miejsce z Bułgarią. W 1995 Dahlin cieszył się ze zdobytego wraz z Borussią Mönchengladbach Pucharu Niemiec. W 1996 opuścił klub z Nadrenii i przeniósł się do Włoch, do klubu AS Roma w Serie A. Nie grał tam zbyt długo i już w 1997 zmienił klimat na chłodniejszy, by grać przez rok w zespole Blackburn Rovers w Anglii. Karierę piłkarską zakończył w Hamburgerze SV w Niemczech, gdzie występował do 1999.
Dahlin był znany z bardzo silnej psychiki, przez co porównywano go do byłego gracza futbolu amerykańskiego O.J. Simpsona, a na Mistrzostwach Świata 1994, rozgrywanych w Stanach Zjednoczonych przylgnął do niego pseudonim „O.J.”.